# Skarp svedkremla
Skarp svedkremla (Russula acrifolia) är en svampart som beskrevs av Romagn. 1997. Skarp svedkremla ingår i släktet kremlor och familjen kremlor och riskor.  Arten är reproducerande i Sverige. Inga underarter finns listade i Catalogue of Life.